# Luxembourg au Concours Eurovision de la chanson 1965
Le Luxembourg a participé au Concours Eurovision de la chanson 1965 à Naples, en Italie. C'est la 9e participation et la 2e victoire du Luxembourg au Concours Eurovision de la chanson.
Le pays est représenté par France Gall et la chanson Poupée de cire, poupée de son, sélectionnées en interne par Télé Luxembourg (RTL).

## Sélection
Télé Luxembourg choisit l'artiste et la chanson en interne pour représenter le Luxembourg au Concours Eurovision de la chanson 1965.
Lors de cette sélection, c'est la chanteuse française France Gall et la chanson Poupée de cire, poupée de son, écrite par Serge Gainsbourg, qui furent choisies.

## À l'Eurovision

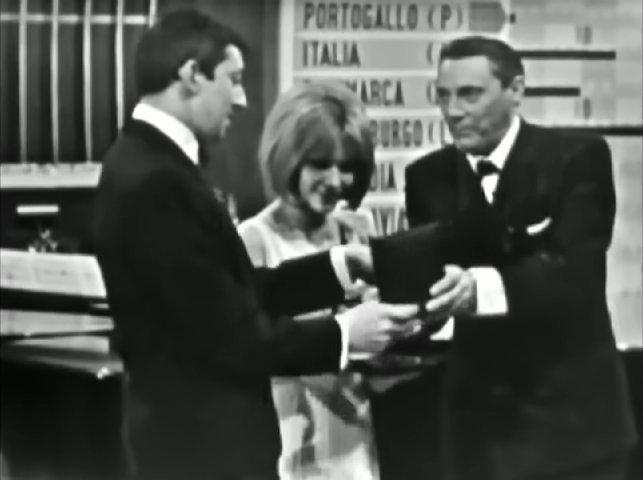
Après avoir remporté le concours, France Gall et Serge Gainsbourg reçoivent la médaille du grand prix des mains de Mario del Monaco.

Chaque jury national attribue un, trois ou cinq points à ses trois chansons préférées.

### Points attribués par le Luxembourg
| 5 points | Danemark |
| 3 points | France   |
| 1 point  | Italie   |

### Points attribués au Luxembourg
| 5 points                                     | 3 points                     | 1 point                      |
| -------------------------------------------- | ---------------------------- | ---------------------------- |
| - Allemagne - Autriche - Finlande - Pays-Bas | - Irlande - Norvège - Suisse | - Danemark - Espagne - Suède |

France Gall interprète Poupée de cire, poupée de son en 15e position, après le Danemark et avant la Finlande. Au terme du vote final, le Luxembourg termine 1re sur 18 pays, obtenant 32 points.